# Ден-Гам (Вестерквартір)
Ден-Гам (нід. Den Ham) — село в нідерландській провінції Гронінген. Входить до муніципалітету Вестерквартір.
Його площа становить 0,41км², а населення станом на 2021 рік складало 140 осіб.
Перші згадки про населений пункт датуються 1470-ми роками.

## Галерея

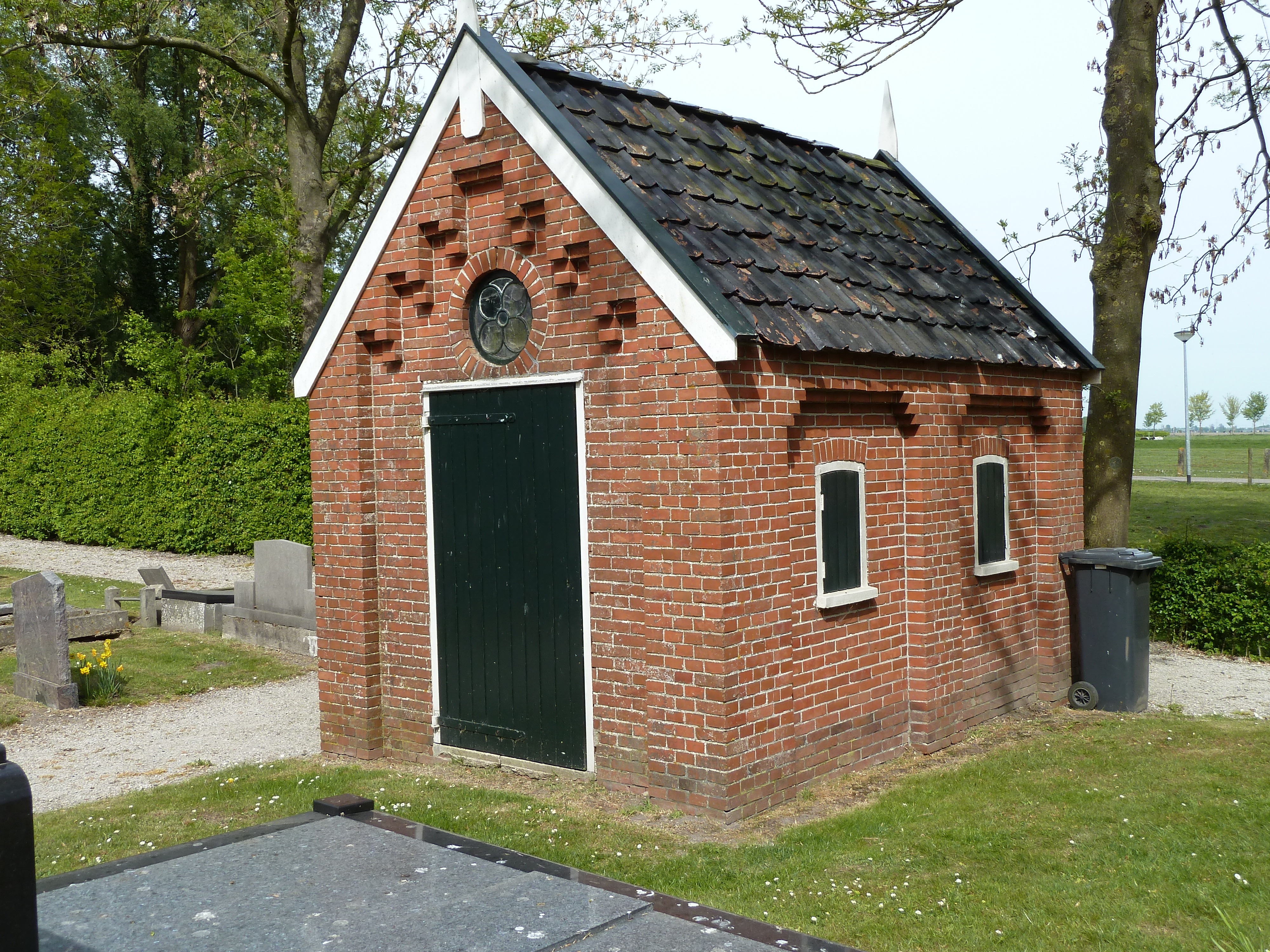
[[Morgue|
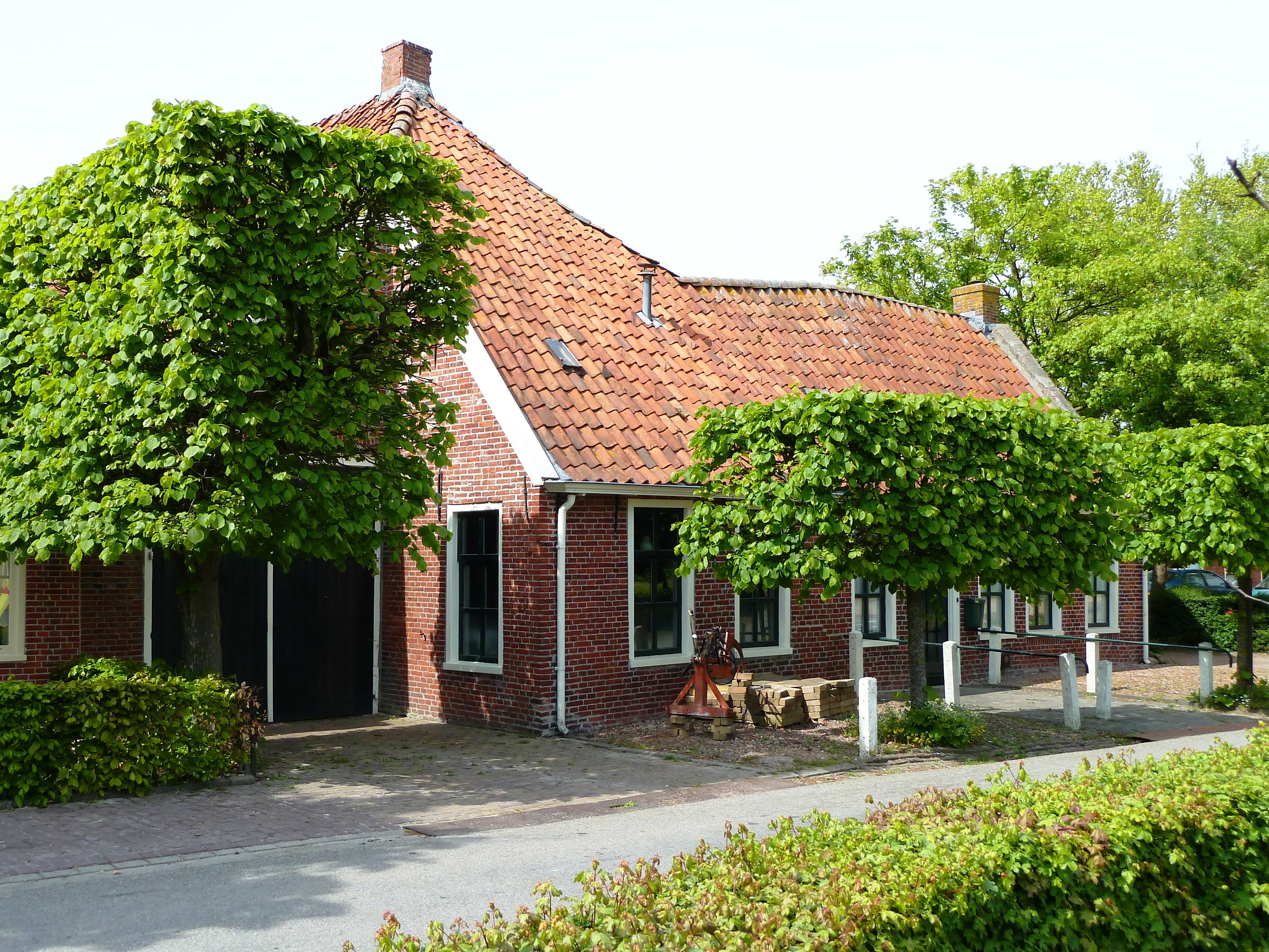
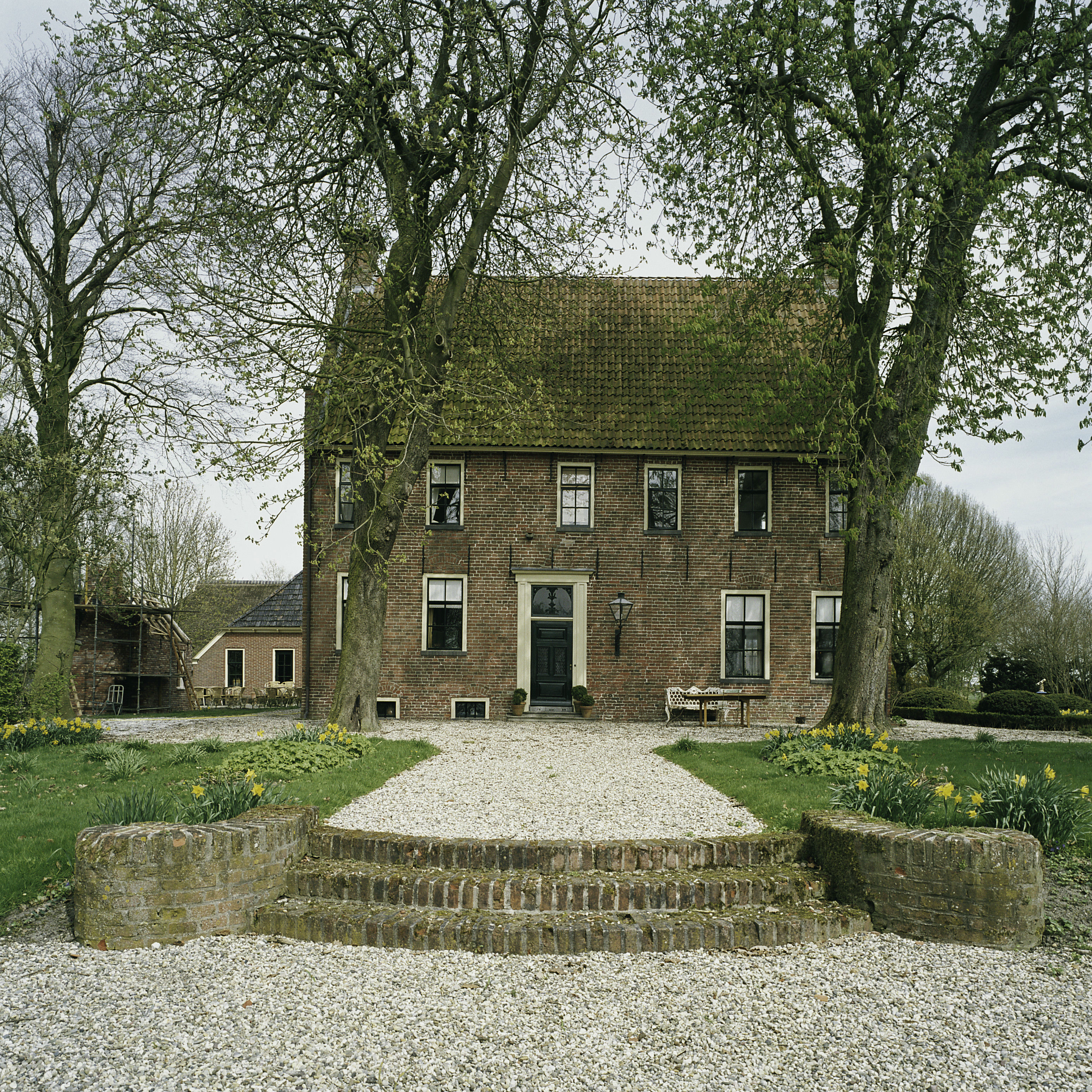